# Liste der Wappen im Bezirk Melk
Diese Liste beinhaltet – geordnet nach der Verwaltungsgliederung – alle in der Wikipedia gelisteten Wappen des Bezirks Melk (Niederösterreich). In dieser Liste werden die Wappen mit dem Gemeindelink angezeigt. Die Fußnoten verweisen auf die Blasonierung des entsprechenden Wappens.

## Bezirk Melk

Artstetten-Pöbring
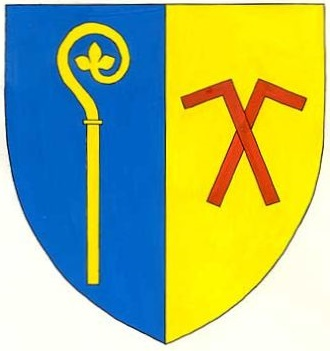
Bischofstetten
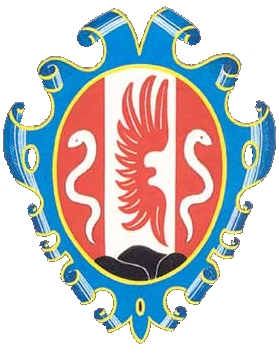
Blindenmarkt
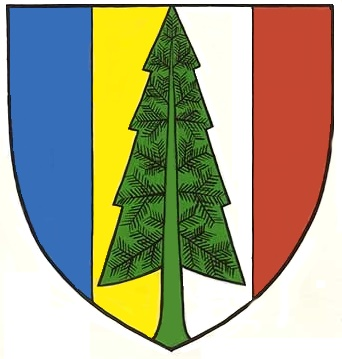
Dorfstetten
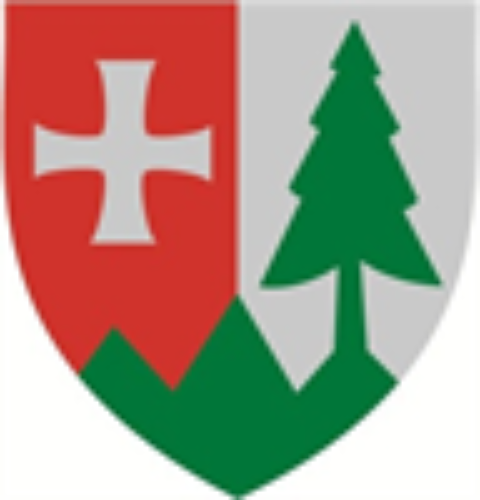
Dunkelsteinerwald
Emmersdorf an der Donau
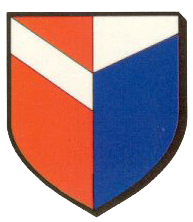
Erlauf
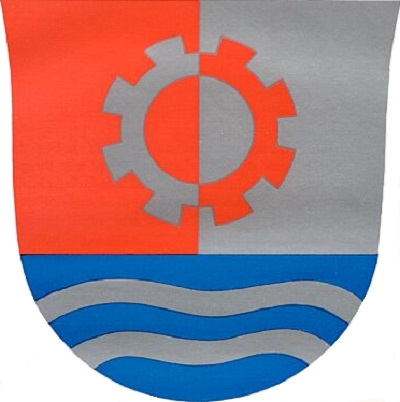
Golling an der Erlauf
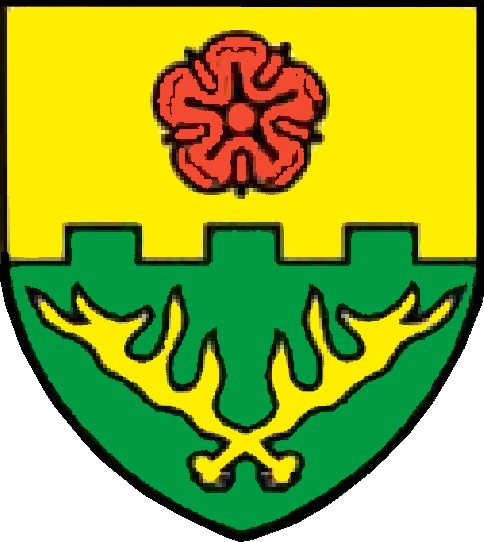
Hofamt Priel
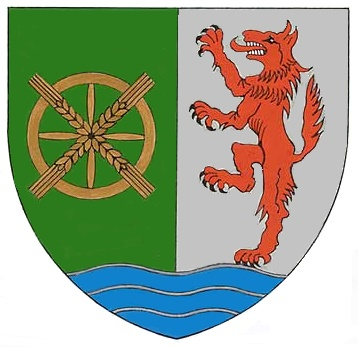
Hürm
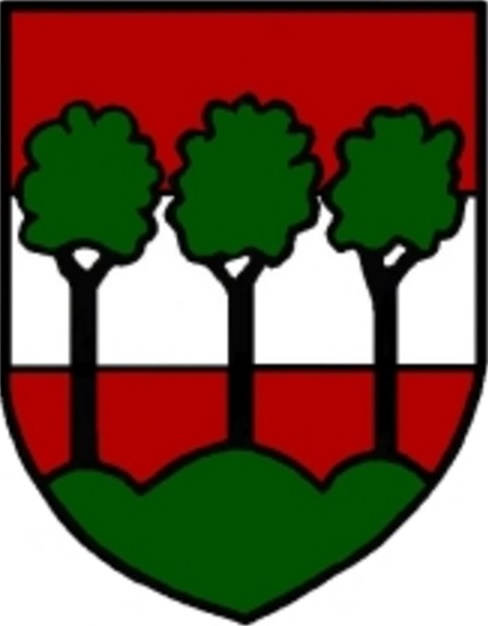
Kilb
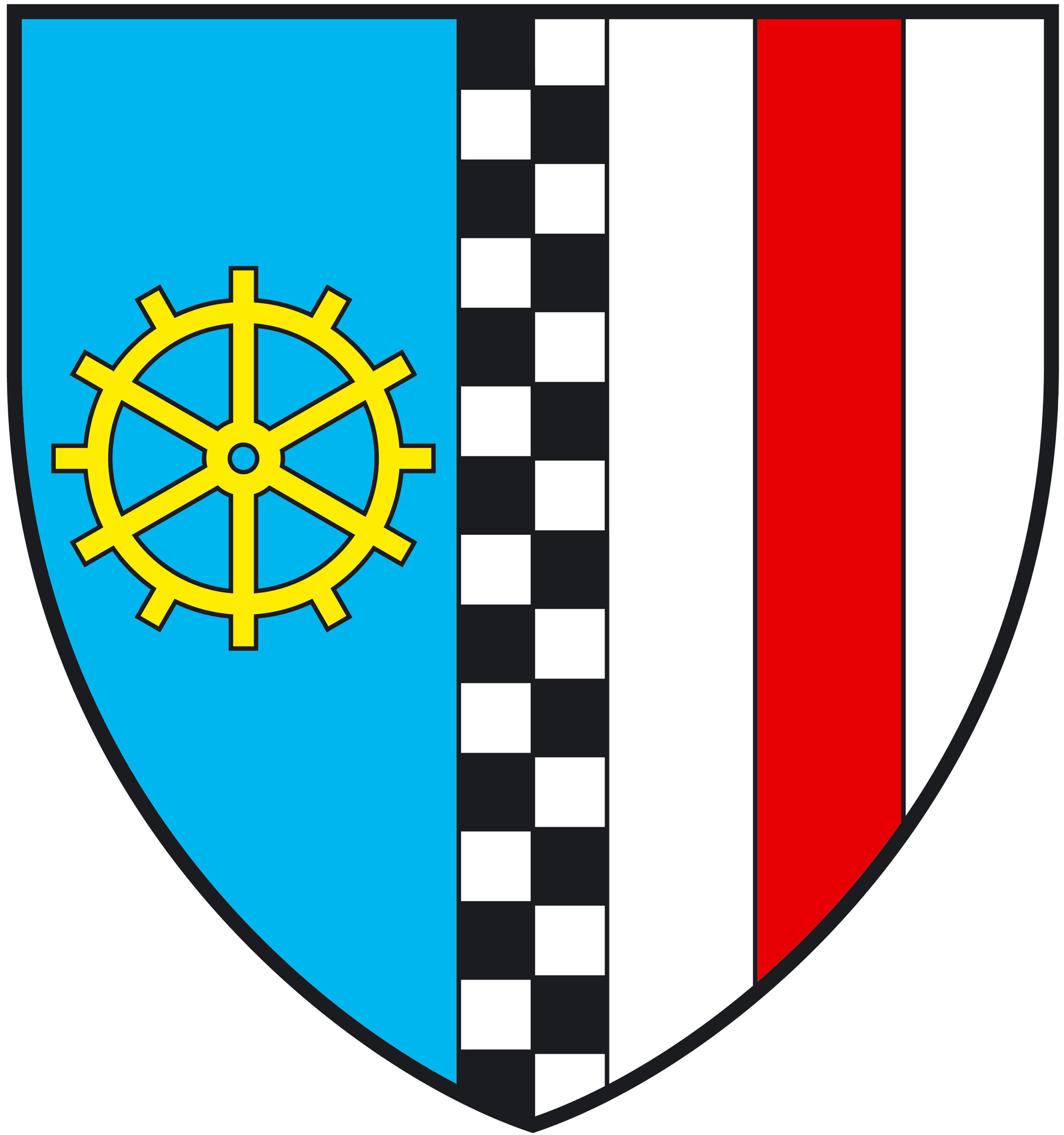
Kirnberg an der Mank
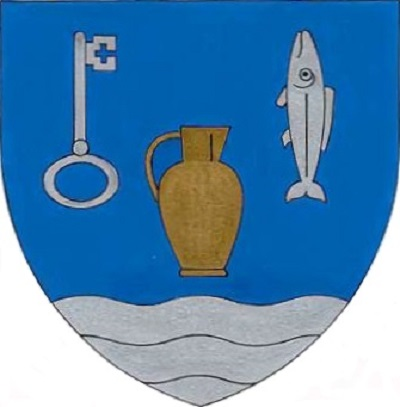
Klein-Pöchlarn
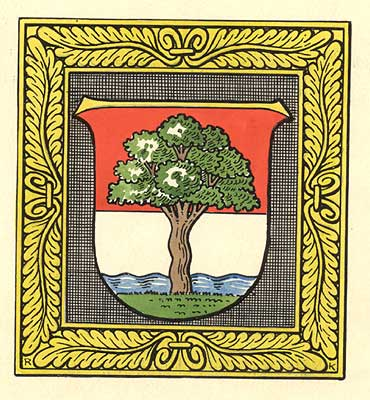
Krummnußbaum
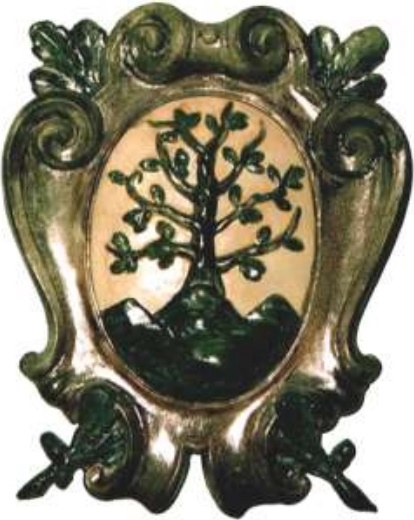
Leiben
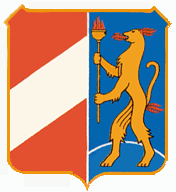
Loosdorf
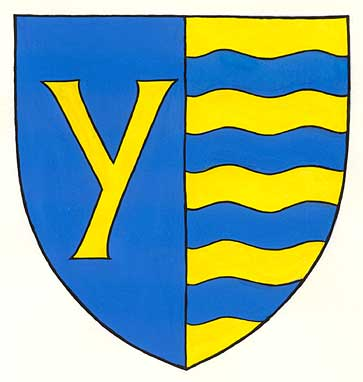
Mank
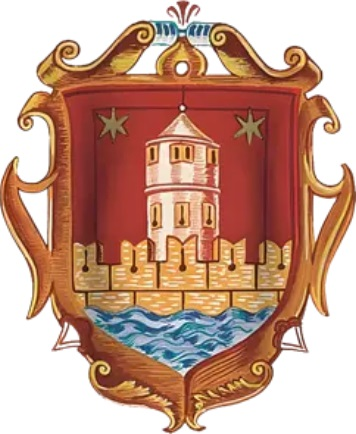
Marbach an der Donau
Maria Taferl
Melk
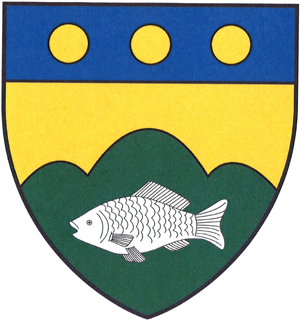
Münichreith-Laimbach
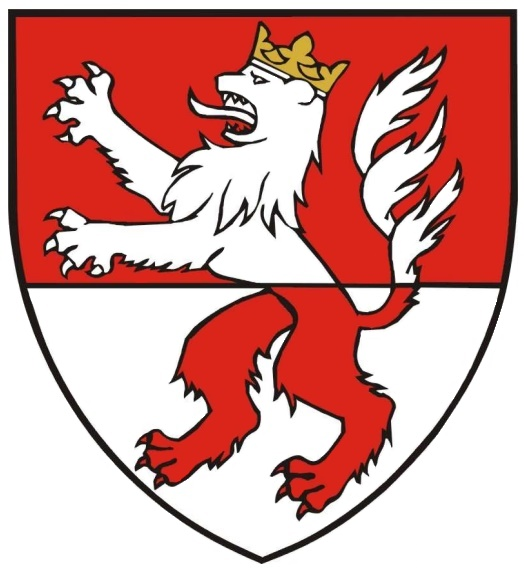
Neumarkt an der Ybbs
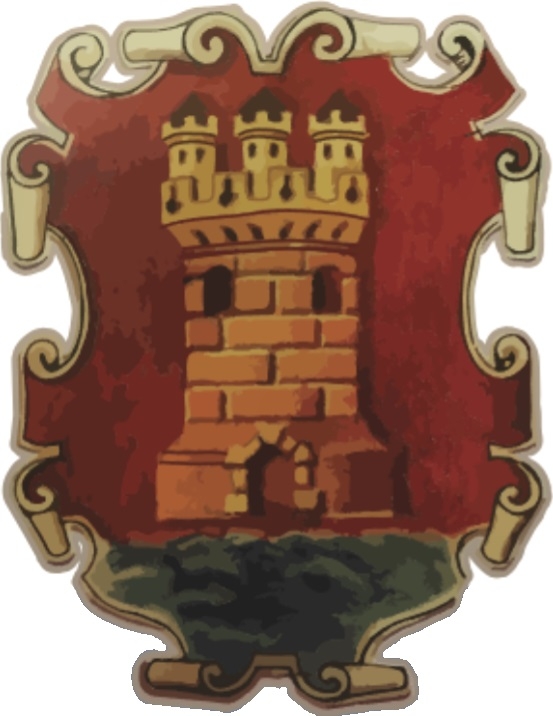
Persenbeug-Gottsdorf
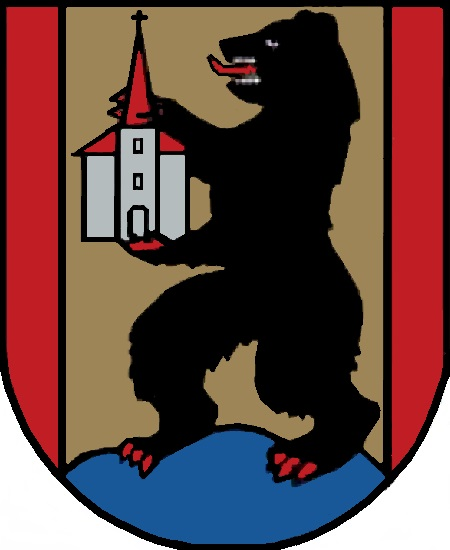
Petzenkirchen
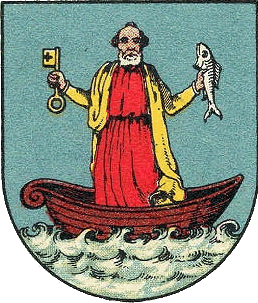
Pöchlarn
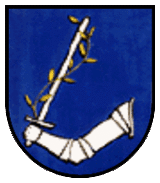
Pöggstall
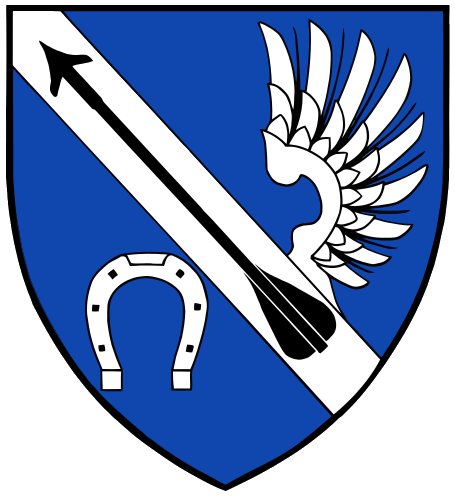
Raxendorf
Ruprechtshofen
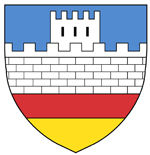
Schollach
Schönbühel-Aggsbach
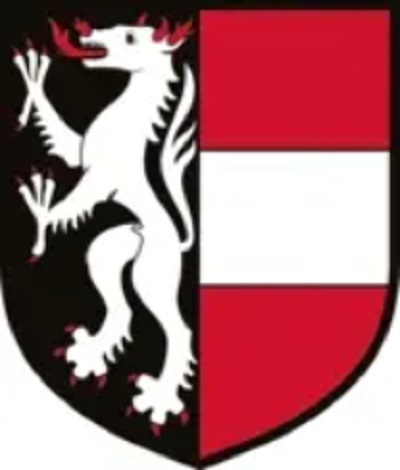
Sankt Leonhard am Forst
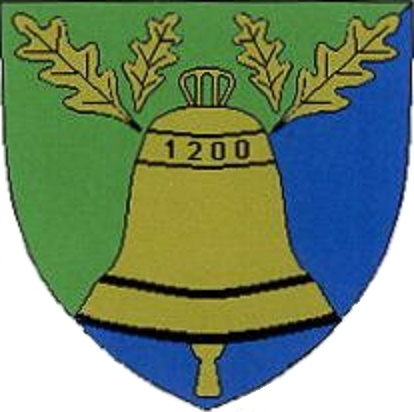
Sankt Martin-Karlsbach
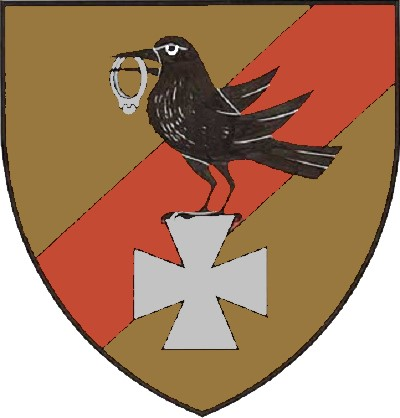
Sankt Oswald
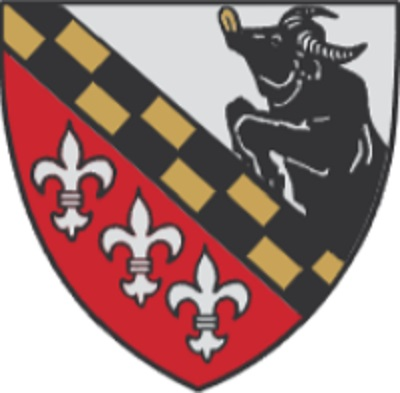
Texingtal
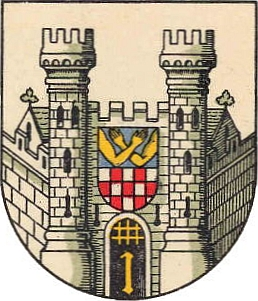
Weiten
Ybbs an der Donau[1]
Yspertal[2]
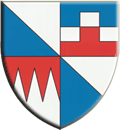
Zelking-Matzleinsdorf

## Blasonierungen
1. ↑  Ybbs an der Donau: In einem silbernen Schild befindet sich eine rote, zinnenbekrönte Stadtmauer mit offenem Tor und hochgezogenem Fallgitter, die von zwei Türmen überragt wird; zwischen den Türmen schwebend, an einem grünen Lindenast hängend, befindet sich der rot-weiß-rote Bindenschild.
2. ↑  Yspertal: Von Schwarz und Rot durch einen goldenen Sparren erhöht geteilt, im Schildhaupt ein goldener Ring, unten über einem blauen, mit einem silbernen Faden gesäumten Schildfuß ein goldener zinnenbekrönter Turm mit drei zwei zu eins gestellten, rechteckigen schwarzen Fenstern und einem geschlossenen Rundbogentor, im Schildfuß ein aufwärtsgebogener silberner Fisch, dessen Schwanz und Kopf in das rote Feld ragt.